# I Believe in Father Christmas
"I Believe in Father Christmas" is een lied van de Engelse muzikant Greg Lake met tekst van Peter Sinfield. Hoewel het vaak wordt gecategoriseerd als een antireligieus lied, was dit niet Lakes bedoeling. Hij zei dat hij het lied schreef uit protest tegen de commercialisering van Kerstmis. Sinfield zei echter dat de tekst gaat over het verlies van onschuld en het geloof in de kindertijd. Uitgebracht als Lake's debuut single in 1975, bereikte het nummer nummer 2 in de Britse hitlijst, nummer 17 in de Ierse hitlijst en nummer 98 in Australië.